# Kamienica Pod Krukami w Krakowie
Kamienica Pod Krukami (Pod Kruki) – zabytkowa kamienica znajdująca się w Krakowie, w dzielnicy I przy Rynku Głównym 25, na Starym Mieście.
Powstała w XIX wieku w wyniku połączenia i całkowitej przebudowy dwóch gotyckich kamieniczek. Kamieniczki te zostały w połowie XIX wieku zakupione przez Annę z Tyszkiewiczów Wąsowiczową – siostrzenicę księcia Józefa Poniatowskiego. W II połowie XIX wieku przebudowana pod kierunkiem Tomasza Prylińskiego (fasada według projektu Jacka Matusiewicza i Teofila Żebrawskiego). Od 1991 mieści się w niej Międzynarodowe Centrum Kultury i jego Galeria.
24 lutego 1966 kamienica została wpisana do rejestru zabytków. Znajduje się także w gminnej ewidencji zabytków.